# Kasey Smith

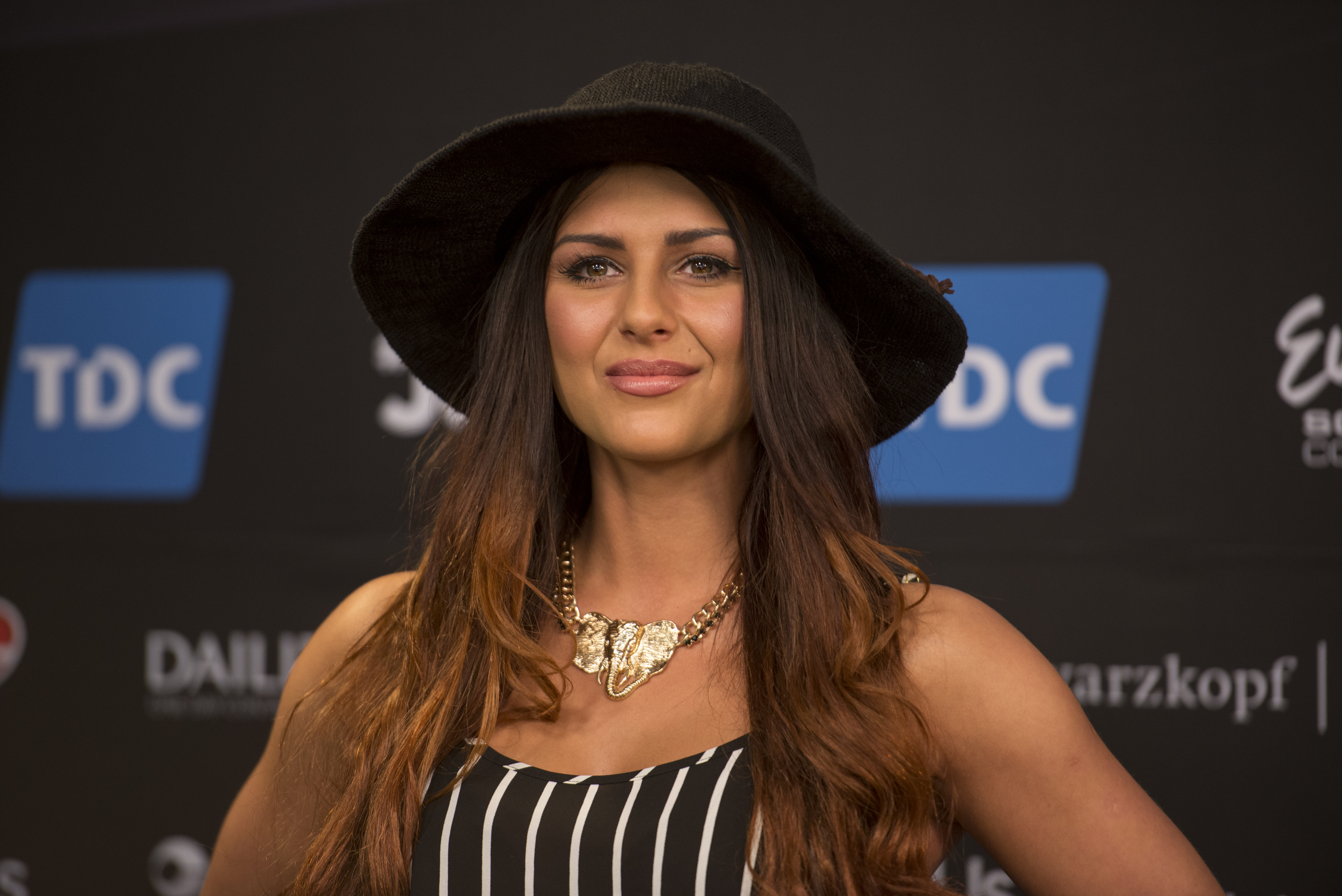
Kasey Smith vid Eurovision Song Contest 2014.

Kasey Smith, född 29 mars 1990 i Dublin, är en irländsk sångerska.
Tillsammans med gruppen Can-linn representerade hon Irland i Eurovision Song Contest 2014 i Köpenhamn, med låten Heartbeat skriven av bland annat Patrizia Helander som var deltagre i Idol 2007.